# Kalendarium historii Zimbabwe

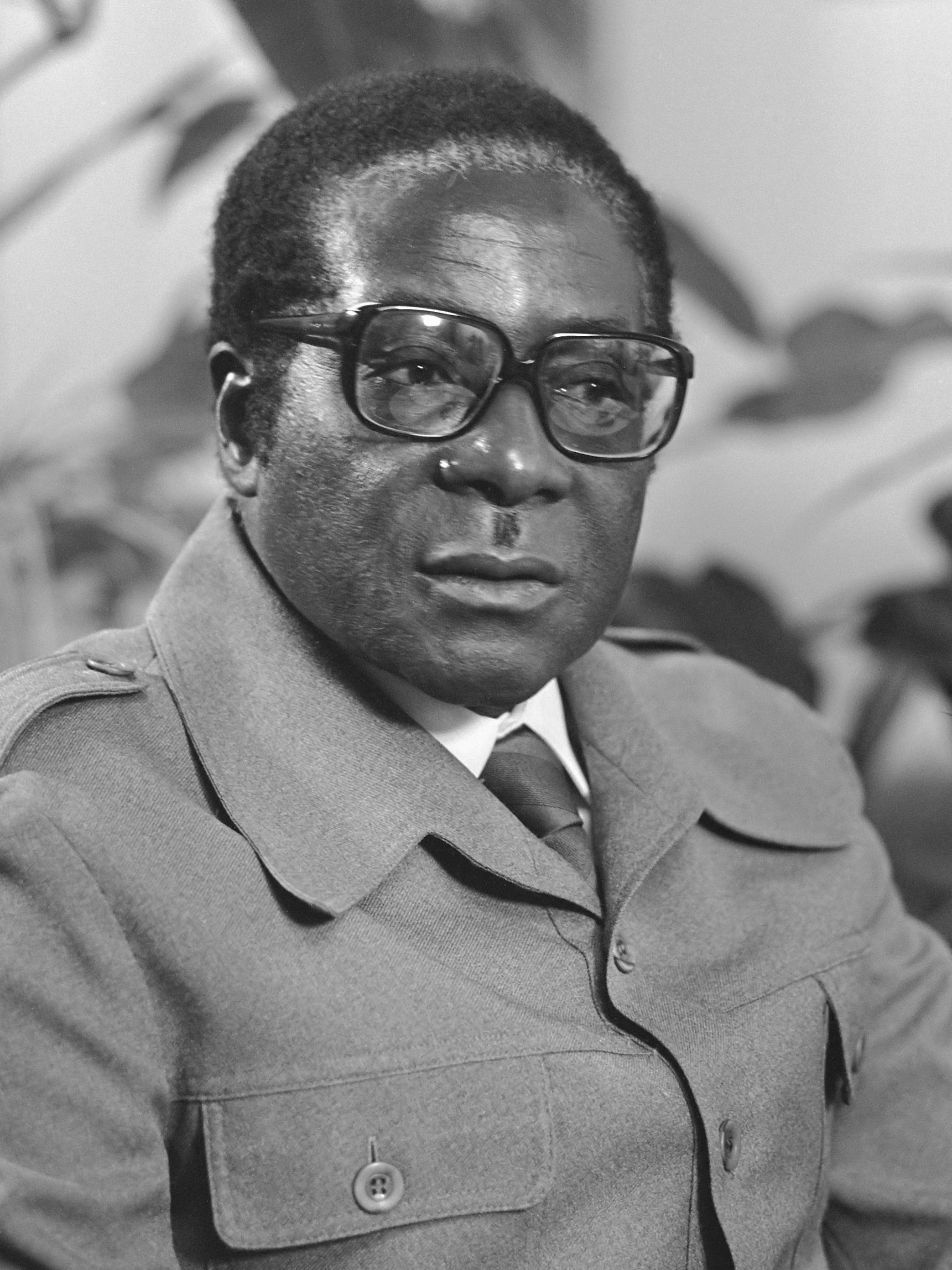
Robert Mugabe, 19 października 1979

Kalendarium historii Zimbabwe – uporządkowany chronologicznie, począwszy od czasów najdawniejszych aż do współczesności, wykaz dat i wydarzeń z historii Zimbabwe.

## Kalendarium
- 1890 – podbój terenów dzisiejszego Zimbabwe przez Wielką Brytanię. Kolonializacja spotkała się ze sprzeciwem ludności afrykańskiej[1].
- 1953 – utworzenie Federacji Rodezji i Niasy[2].
- 1961 – powstał narodowowyzwoleńczy Afrykański Ludowy Związek Zimbabwe (ZAPU). Na czele ZAPU staje umiarkowany Joshua Nkomo[1].
- 1962 – powstała odrębna od ZAPU organizacja opozycyjna, Afrykański Narodowy Związek Zimbabwe (ZANU). Składała się ona z byłych członków ZAPU rozczarowanych umiarkowaną polityką kierownictwa partii[1].
- 1963 – rozwiązanie Federacji Rodezji i Niasy, Rodezja Południowa odrębną kolonią brytyjską[2].
- 1964–1979 – wojna rodezyjska[3].
- 1976 – ZAPU wraz ze swoim rywalem – ZANU, kierowanym przez Roberta Mugabe, utworzył Patriotyczny Front Zimbabwe (PF)[1].
- październik 1976 – umiarkowany Nkomo został szefem delegacji opozycji, która w październiku 1976 wyruszyła do Szwajcarii w celu nawiązania rozmów z premierem Ianem Smithem[1].
- 1977-1978 – opozycja nasiliła akcje militarne[1].
- 1978 – tajne spotkanie Nkomo i Smitha w Zambii, jednak 3 tygodnie później rodezyjski samolot pasażerski został zestrzelony przez zimbabweńskich partyzantów, co zaostrzyło działania stron wojny domowej[1].
- czerwiec 1979 – zmiana nazwy kraju na Zimbabwe Rodezja[1].
- 1980 – proklamowanie niepodległego Zimbabwe, gdzie władzę przejęła czarna większość. Władze po demokratycznych wyborach objął radykalniejszy Robert Mugabe[1].
- 1985 – odbyły się wybory parlamentarne wygrane przez ZANU z wynikiem 19%. ZAPU dostała niewielki procent głosów co skłoniło jej przywódców do rozmów na temat zjednoczenia ZAPU i ZANU[1].
- 1990 – partia Mugabe zyskała również przewagę w wyborach parlamentarnych w których opozycyjny Zimbabweński Ruch Jedności zdobył 18%[1].
- 2013 – odbyło się referendum konstytucyjne, w którym około 95% głosujących opowiedziało się za nową ustawą zasadniczą. Według nowej konstytucji jedna osoba może być prezydentem tylko przez dwie kadencje. Zmniejszono także uprawnienia prezydenta[4].